# Hetereleotris diademata
Hetereleotris diademata är en fiskart som först beskrevs av Rüppell, 1830.  Hetereleotris diademata ingår i släktet Hetereleotris och familjen smörbultsfiskar. Inga underarter finns listade i Catalogue of Life.